# 库尔邦
库尔邦（法語：Courban，法語發音：[kuʁbɑ̃]）是法国科多尔省的一个市镇，位于该省北部，属于蒙巴尔区。

## 地理
库尔邦（47°55'3"N, 4°44'10"E）面积17.62 平方千米，位于法国勃艮第-弗朗什-孔泰大區科多尔省，该省份为法国中东部省份，北起奥布省，西接涅夫勒省和约讷省，南至索恩-卢瓦尔省，东南接汝拉省，东临上索恩省，东北部与上马恩省接壤。
与库尔邦接壤的市镇（或旧市镇、城区）包括：奥布河畔蒙蒂尼、奥布河畔沃索勒、乌尔斯河畔维洛特、比塞拉科特、卢埃姆、迈塞勒迪克。

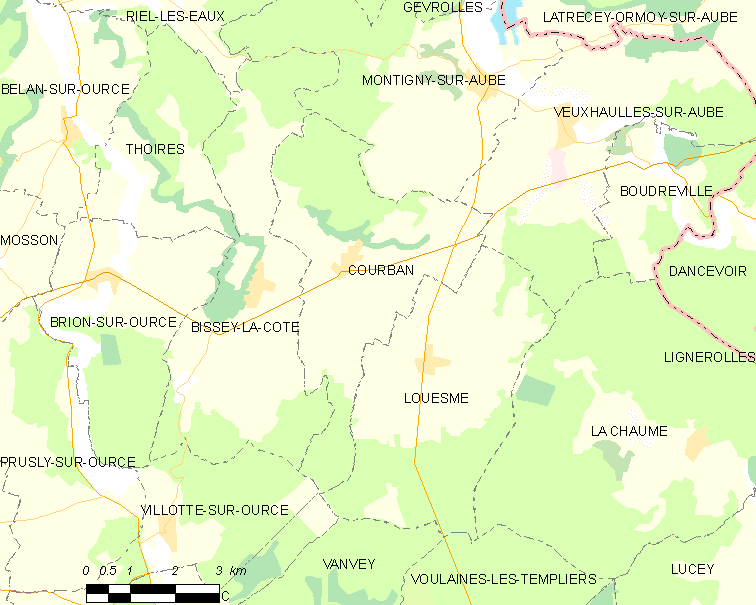
库尔邦的OSM定位图

库尔邦的时区为UTC+01:00、UTC+02:00（夏令时）。

## 行政
库尔邦的邮政编码为21520，INSEE市镇编码为21202。

## 政治
库尔邦所属的省级选区为塞纳河畔沙蒂永县。

## 人口

1962-2008年间库尔邦人口变化图示

库尔邦于2022年1月1日时的人口数量为140人。